# D-Day (Agust D)
D-Day è il primo album in studio del rapper sudcoreano Agust D, meglio noto come Suga, pubblicato il 21 aprile 2023.

## Antefatti e pubblicazione
L'album è stato annunciato il 3 aprile e rappresenta la conclusione della trilogia formata dai due precedenti mixtape Agust D (2016) e D-2 (2020). Due giorni dopo è stata caricata online una locandina pubblicitaria che ha svelato il titolo del primo singolo estratto, People Pt.2, una collaborazione con la cantante IU in uscita il 7 aprile; la notizia che i due artisti avrebbero lavorato nuovamente insieme tre anni dopo Eight circolava già dal mese di marzo, ma non era stata confermata né smentita. People Pt. 2 è stata scelta come primo singolo perché Suga ha sentito di aver bisogno di "una canzone molto pop" per "sincronizzare la persona Suga e Agust D" e fare da ponte tra i mixtape e l'album. La lista tracce completa è stata pubblicata il 10 aprile e vede tra i collaboratori del rapper Ryūichi Sakamoto e un altro membro dei BTS, J-Hope. Suga, oltre a scrivere e comporre tutte le tracce, ha partecipato anche alla produzione.
Il 14 aprile è stato caricato online un "Glitch Film" che fonde immagini deformate legate ai primi due mixtape, accompagnate da una narrazione in inglese registrata da Suga. In contemporanea con la pubblicazione dell'album è uscito anche il video musicale di Haegeum, dall'atmosfera noir, in cui l'artista interpreta due personaggi simili ma distinti. Un secondo video musicale, per Amygdala, è stato caricato in rete il 25 aprile.
La lavorazione di D-Day ha richiesto molto tempo: infatti, quando aveva quasi scritto tutte le canzoni dell'album, Suga è rimasto bloccato sulle strofe di Haegeum e Amygdala, e si è quindi recato in un posto sperduto sulle montagne di Dangjin per cercare l'ispirazione. Vi è rimasto per tre giorni, durante i quali ha sia terminato le due canzoni, sia scritto tutta Polar Night. Una volta tornato a Seul, però, si è sentito insoddisfatto del lavoro fatto fino a quel momento e ha abbandonato l'album per due mesi, posticipandone anche l'uscita, inizialmente prevista per novembre 2022. Lo stress della situazione ha causato un peggioramento improvviso della sua salute che ha richiesto un breve ricovero ospedaliero per ricevere una terapia endovenosa: durante la degenza ha riascoltato l'album, rivedendo completamente l'opinione negativa che se ne era fatto in precedenza. Ha quindi terminato D-Day scrivendo Snooze prima di essere dimesso, e composto Interlude: Dawn a Los Angeles durante un servizio fotografico per Valentino.

## Descrizione
L'album si concentra prevalentemente sulla liberazione da emozioni vecchie e pungenti come la rabbia e sull'intenzione di non lasciarsi controllare da passato e futuro, e il suo filo conduttore è l'idea di andare avanti attraverso i momenti difficili. Collegandosi a quest'idea, il titolo "D-Day" si riferisce al giorno in cui si mette fine al passato in favore di un nuovo inizio. Musicalmente è "un album rap cupo e ardente" che unisce drill, R&B e emo rap.
D-Day comincia con la traccia omonima, che appartiene alla musica trap e, dopo l'introduzione suonata da una chitarra distorta, esprime la frustrazione di chi non vuole restare legato al passato. Il singolo Haegeum gioca sul doppio significato del titolo stesso, che si riferisce sia a uno strumento a corde che alla parola coreana per "liberazione", e domanda "La libertà di espressione / potrebbe essere il motivo per cui qualcuno muore / La considereresti comunque libertà?" in versi focalizzati sul conformismo, le trappole del successo e il sovraccarico di informazioni. Huh?! fonde trap-pop ed emo rap, ed esprime la rabbia per gli equivoci causati dai pettegolezzi. Amygdala, un pezzo autobiografico in cui Suga condivide alcuni momenti dolorosi, come un intervento al cuore di sua madre, il proprio incidente alla spalla, e il cancro al fegato di suo padre, fa da punto di transizione verso canzoni più lente e melodiche. I testi di SDL, suonata da chitarra e organo, s'interrogano se sia possibile scambiare la nostalgia per un amore perduto per l'amore stesso. People Pt.2 è una traccia sui legami interpersonali dai ritmi boom bap che fa da sequel a People, contenuta nel mixtape del 2020 D-2. Completata tre anni prima della sua pubblicazione, s'intitolava originariamente Sara (사라?), parola coreana che può diventare sia saram (사람?; lett. "persona") che sarang (사랑?; lett. "amore") in base alla consonante che si aggiunge alla fine, ma che assona anche con "vivere" (살아?, sar-aLR): è stata proprio quest'ultima ambiguità a convincere Suga a cambiare il titolo finale, ritenendo che quello precedente non funzionasse. Polar Night si concentra sugli argomenti divisivi e la polarizzazione della società in chi ha ragione e chi torto, Snooze rivolge messaggi di supporto agli aspiranti artisti, e Life Goes On, che reinterpreta la canzone omonima dei BTS del 2020, parla della paura provocata da vecchi ricordi.

## Promozione

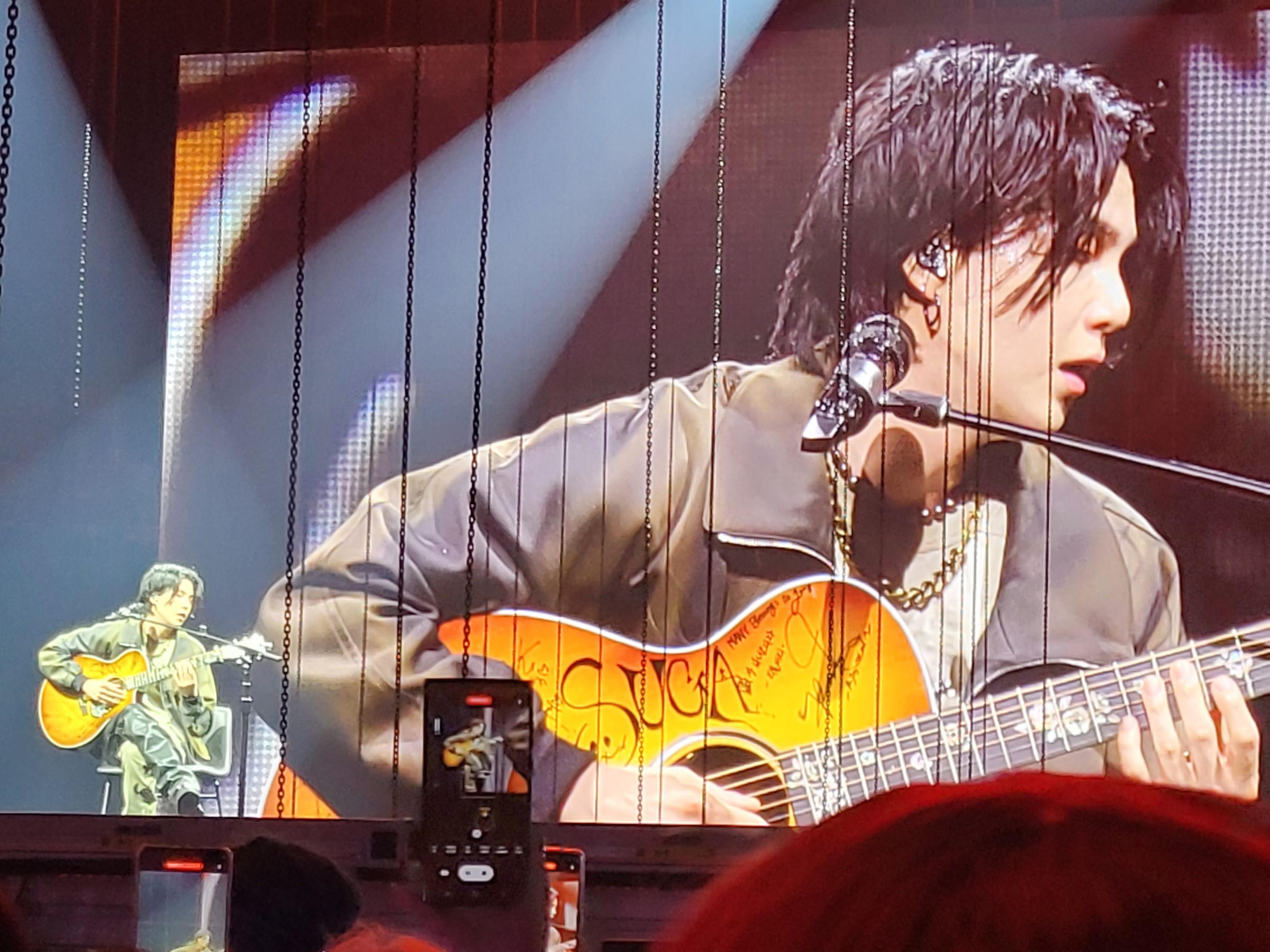
Suga durante la tappa del tour all'UBS Belmont Arena, 27 aprile 2023.

Un documentario intitolato Suga: Road to D-Day è stato caricato su Disney+ e Weverse in concomitanza con l'uscita dell'album: l'opera segue l'artista mentre viaggia per Seul, Tokyo, Pyeongchang, Chuncheon, Las Vegas, Malibù e San Francisco alla ricerca di ispirazione musicale. D-Day è stato inoltre promosso da un tour omonimo iniziato il 26 aprile all'UBS Arena di Belmont Park (New York), che è proseguito, oltre che negli Stati Uniti, in Indonesia, Thailandia, Singapore, Corea del Sud e Giappone, riunendo 290 000 spettatori totali divisi in 25 spettacoli nelle arene di dieci città. Le serate conclusive si sono svolte dal 4 al 6 agosto al KSPO Dome di Seul.
Il 1º maggio è stato ospite del Tonight Show, dove si è esibito con Haegeum dopo un'intervista e alcuni giochi con il presentatore Jimmy Fallon.

## Accoglienza
| Recensione | Giudizio |
| ---------- | -------- |
| AllMusic   |          |
| NME        |          |

Rhian Daly di NME ha assegnato 5 stelle su 5 a D-Day, ritenendolo "Un album ricco e vario [...] [in cui] Agust D è una forza inarrestabile che fa riflettere, concludendo la sua trilogia in massima forma. Queste sono canzoni che possiamo usare per guidarci attraverso le prove della modernità, sia come insegnanti che come alleati nell'oscurità". Ha scelto Amygdala come traccia di spicco, così come Mary Siroky di Consequence, per cui "la canzone carica di chitarra e ricca di armonia è davvero uno dei migliori lavori di Suga, e sicuramente il suo miglior lavoro dal punto di vista vocale". Ha invece trovato SDL e People Pt.2 meno memorabili e attinenti. Per Siroky, la storia raccontata da Suga attraverso D-Day "finisce per essere lineare e coesa, straordinariamente, anche per le persone che non parlano coreano e vivono l'album solo come un viaggio sonoro", rendendolo "un'opera a cui le persone si rivolgeranno per gli anni a venire". In una recensione per Nylon, India Roby ha definito D-Day "il suo miglior lavoro solista finora", in cui "imposta un nuovo tono e marca il territorio come pioniere più versatile del settore", sostenendo che "ciò che distingue questo album, e Suga, è il suo approccio insolente ad argomenti profondi ed esistenziali [...] come la salute mentale e altre preoccupazioni terrene". Per Neil Z. Yeung di AllMusic, "i talenti di Suga come rapper sono qui in piena mostra" e "D-Day è l'offerta finora più emotivamente matura del suo alter ego"; ha inoltre indicato Snooze come traccia di spicco.
D-Day è apparso in diverse liste professionistiche degli album migliori del 2023: Paste Magazine (7º nella categoria K-pop), Consequence (27º), NME (38º), Rolling Stone (69º) e PopCrush. Snooze, Polar Night, Amygdala e Haegeum si sono invece aggiudicate un posto nelle liste delle canzoni più belle dell'anno rispettivamente di Time Out, Dazed, Consequence e Los Angeles Times.

## Tracce
1. D-Day – 3:31 (Agust D, Vincent "Invincible" Watson, 2Live)
2. Haegeum (해금?, 解禁?; lett. "Revocare un divieto") – 2:48 (Agust D)
3. Huh?! (feat. J-Hope) – 3:03 (Agust D, El Capitxn, J-Hope)
4. Amygdala – 4:11 (Agust D, El Capitxn)
5. SDL – 2:51 (Agust D, El Capitxn)
6. People Pt.2 (feat. IU) (사람 Pt.2?, Saram Pt.2LR) – 3:33 (Agust D, El Capitxn)
7. Polar Night (극야?, Geug-yaLR) – 2:45 (Agust D, El Capitxn, Kang Seung-won)
8. Interlude: Dawn – 1:45 (Agust D, El Capitxn)
9. Snooze (feat. Ryūichi Sakamoto e Kim Woo-sung dei The Rose) – 4:24 (Agust D, El Capitxn, Ryūichi Sakamoto, Kim Woo-sung)
10. Life Goes On – 3:17 (Agust D, El Capitxn, Pdogg, RM, Blvsh, Chris James, Antonina Armato, J-Hope)

Note
- Polar Night contiene una porzione di About Thirty scritta da Kang Seung-won.

## Formazione
- Agust D (Suga) – voce, scrittura (tutte le tracce), produzione (tracce 2-3, 5, 7-8), arrangiamento voci e rap (tracce 1-7, 9-10), registrazione (tracce 1-7, 9-10), tastiera (tracce 2, 4-5, 8, 10), sintetizzatore (tracce 2, 5, 10), cori (tracce 2-3)
- 2Live – produzione (traccia 1), scrittura (traccia 1), tutti gli strumenti (traccia 1)
- Adora – cori (tracce 5, 10)
- Antonina Armato – scrittura (traccia 10)
- Blvsh – scrittura (traccia 10)
- Cali (Vendors) – cori (tracce 4, 10)
- Bobby Campbell – missaggio (tracce 2, 4)
- El Capitxn – produzione (tracce 3-10), scrittura (tracce 3-10), editing digitale (tracce 1-7, 9-10), tastiera (tracce 3-10), sintetizzatore (tracce 3-4, 7, 9-10), batteria (traccia 6), archi (tracce 8-9)
- Chris Gehringer – mastering
- Ghstloop – batteria (traccia 6)
- IU – voce ospite (traccia 6), cori (traccia 6), arrangiamento voci e rap (traccia 6)
- J-Hope – voce ospite (traccia 3), scrittura (tracce 3, 10), cori (traccia 3), arrangiamento voci e rap (traccia 3), registrazione (traccia 3)
- June – cori (tracce 1, 4, 9)
- Chris James – scrittura (traccia 10)
- Jung Woo-young – missaggio (tracce 8-9)
- Kang Seung-won – scrittura (traccia 7)
- Kim Woo-sung – voce ospite (traccia 9), scrittura (traccia 9)
- Lee Joon-hee – basso (traccia 7)
- Ken Lewis – missaggio (tracce 3, 7)
- Louis (Vendors) – archi (tracce 8-9), chitarra (tracce 8-10)
- Pdogg – scrittura (traccia 10)
- James F. Reynolds – missaggio (traccia 6)
- RM – scrittura (traccia 10)
- Ryūichi Sakamoto – scrittura (traccia 9), tastiera(traccia 9)
- Son – registrazione (traccia 6)
- Vincent "Invincible" Watson – produzione (traccia 1), scrittura (traccia 1), tutti gli strumenti (traccia 1)
- Yang Ga – missaggio (tracce 1, 5, 10)
- Young – chitarra (traccia 7), registrazione (traccia 7)
- Zenur (Vendors) – chitarra (tracce 4-8, 10)

## Successo commerciale
Nelle venti ore successive alla sua uscita, D-Day ha raggiunto la vetta della classifica album di iTunes in 67 paesi del mondo, mentre il brano Haegeum è arrivato al primo posto in 86 territori tra cui Gran Bretagna, Germania e Francia.
In Corea del Sud, D-Day è diventato l'album solista più venduto durante le prime ventiquattr'ore nella storia della Hanteo Chart, con oltre 1,07 milioni di copie.
Negli Stati Uniti, l'album ha esordito secondo sulla Billboard 200, eguagliando il record di album solista di un artista K-pop meglio classificato fino a quel momento. Nella sua prima settimana ha raccolto 140 000 unità equivalenti, di cui 122 000 copie pure rappresentate per il 90% da CD e per il restante 10% da download digitali. Haegeum si è invece posizionata 58ª sulla Billboard Hot 100.

## Classifiche

### Classifiche settimanali
| Classifica (2023) | Posizione massima |
| ----------------- | ----------------- |
| Australia         | 4                 |
| Austria           | 2                 |
| Belgio (Fiandre)  | 8                 |
| Belgio (Vallonia) | 1                 |
| Canada            | 9                 |
| Corea del Sud     | 1                 |
| Croazia           | 6                 |
| Danimarca         | 25                |
| Finlandia         | 13                |
| Francia           | 1                 |
| Germania          | 3                 |
| Giappone          | 2                 |
| Grecia            | 7                 |
| Irlanda           | 72                |
| Italia            | 7                 |
| Lettonia          | 3                 |
| Lituania          | 3                 |
| Nuova Zelanda     | 7                 |
| Paesi Bassi       | 16                |
| Polonia           | 1                 |
| Portogallo        | 1                 |
| Regno Unito       | 41                |
| Spagna            | 6                 |
| Stati Uniti       | 2                 |
| Svezia            | 55                |
| Svizzera          | 2                 |
| Ungheria          | 2                 |

### Classifiche di fine anno
| Classifica (2023) | Posizione |
| ----------------- | --------- |
| Corea del Sud     | 29        |
| Portogallo        | 45        |
| Ungheria          | 93        |

## Riconoscimenti
- Golden Disc Award[68]
  - 2021 – Candidatura Miglior album